# Spielwaren

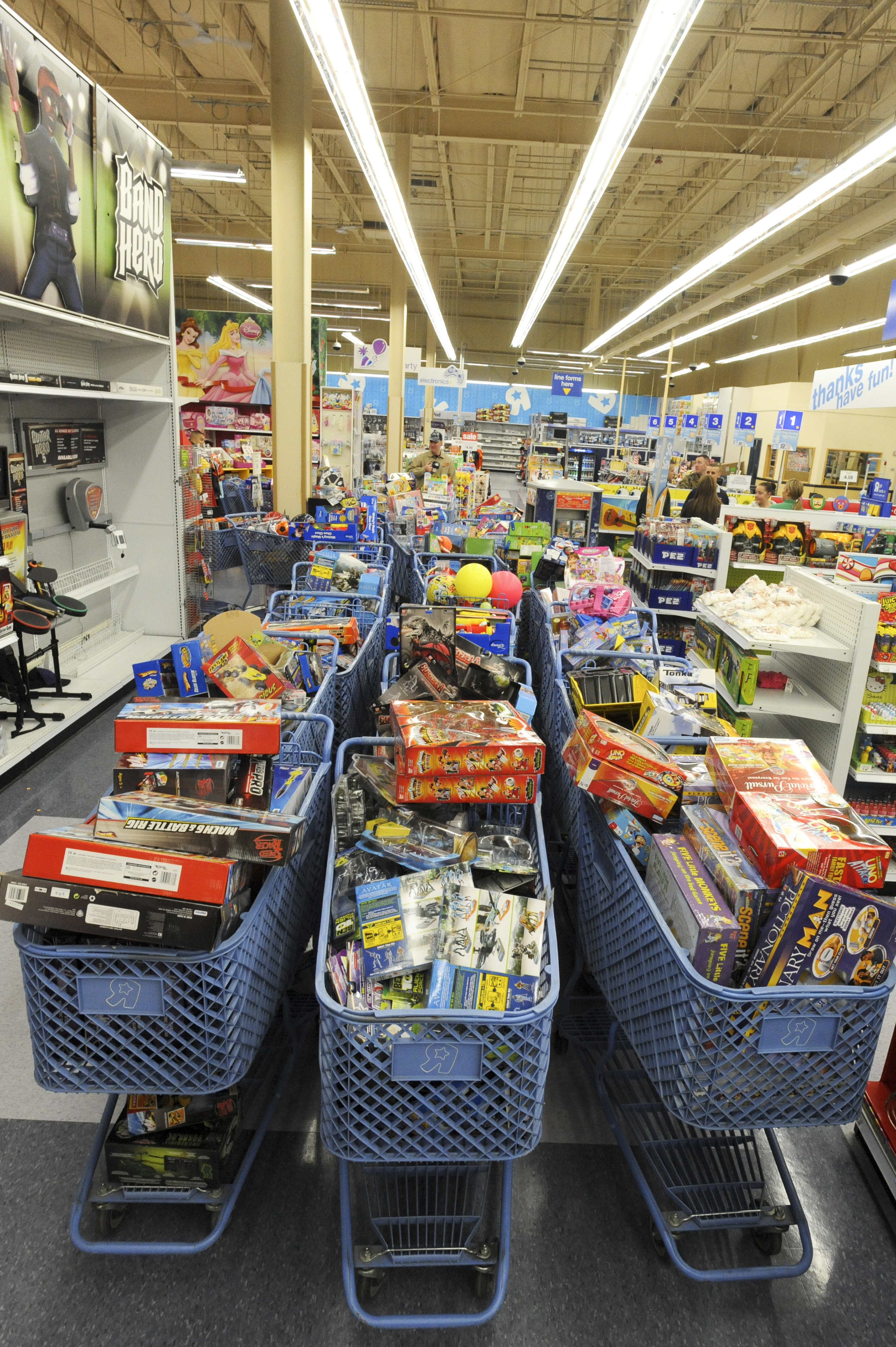
Einkaufswagen mit Spielzeug in einem US-amerikanischen Spielwarengeschäft

Spielwaren sind handwerklich oder industriell entwickelte und hergestellte Spielzeuge und Spielmittel beziehungsweise Gesellschaftsspiele, Geschicklichkeitsspiele und deren Zubehör, die für den Handel bestimmt sind.
Die volkswirtschaftliche Bedeutung der Spielwarenbranche in der sich entwickelnden Informations- und Freizeitgesellschaft nimmt stetig zu. Spielwaren sind ein wichtiger Wirtschaftsfaktor, der insbesondere in den Außenwirtschaftsbeziehungen mit exportorientierten Schwellenländern eine große Rolle spielt. Beim Import aus solchen Ländern sind Qualitätskontrollen mehr und mehr unerlässlich, denn beispielsweise im Jahr 2007 kam es zu einer Vielzahl von Rückrufaktionen für Spielzeuge, die in der Volksrepublik China produziert wurden (Rückrufe von Mattel von Spielwaren mit zu hohem Bleigehalt in der Farbe).

## Spielwarenmarkt Deutschland
| Jahr         | Umsatz in Mio. Euro |
| ------------ | ------------------- |
| 2012 (vorl.) | 2.722               |
| 2011         | 2.638               |
| 2010         | 2.498               |
| 2009         | 2.385               |
| 2008         | 2.291               |
| 2007         | 2.234               |
| 2006         | 2.218               |
| 2005         | 2.270               |
| 2004         | 2.342               |
| 2003         | 2.404               |
| 2002         | 2.387               |
| 2001         | 2.445               |
| 2000         | 2.457               |

| Hauptwarengruppe                | Anteil am Umsatz 2010 |
| ------------------------------- | --------------------- |
| Kleinkind, Vorschule            | 18 %                  |
| Spiele, Puzzle                  | 16 %                  |
| Fahrzeuge                       | 15 %                  |
| Baukästen                       | 13 %                  |
| Spielzeug für außen             | 9 %                   |
| Puppen                          | 8 %                   |
| Basteln, Zeichnen, Handarbeiten | 4 %                   |
| Plüsch                          | 4 %                   |
| Aktionsfiguren                  | 2 %                   |
| Lernen, Experimentieren, Musik  | 2 %                   |
| Sonstige Spielwaren             | 8 %                   |

Quelle: NPD Group, Eurotoys Verbraucherpanel